# Monolith-Netzwerk
Als Monolith-Netzwerk (von Монолит, russisch für Beton) wird ein russisches militärisches Kommunikationsnetzwerk bezeichnet, welches aus mehreren auf Kurzwelle sendenden Stationen besteht. Der genaue Zweck des Netzwerkes und der Ausstrahlungen ist öffentlich nicht bekannt.

## Sendestationen
Das Monolith-Netzwerk beinhaltet folgende aktive Sendestationen:
| Spitzname         | Frequenz (kHz)        | aktuell häufigstes emp- fangendes Rufzeichen | bestätigt aktiv seit | übliche Nach- richtenformate           | vermuteter Standort | Quel- len     |
| ----------------- | --------------------- | -------------------------------------------- | -------------------- | -------------------------------------- | ------------------- | ------------- |
| The Buzzer        | 4625                  | NZhTI (НЖТИ)                                 | 1976                 | Monolith                               | Naro- Fominsk       | [ 1 ] [ 2 ]   |
| T-Marker          | 4182                  | K66Z (К66З)                                  | 2015                 | Monolith                               | Naro- Fominsk       | [ 3 ]         |
| The Pip           | 5448 Tag 3756 Nacht   | JVB1 (ЙВБ1)                                  | 1998                 | Monolith, Uzor, Dlya                   | Rostow am Don       | [ 4 ] [ 5 ]   |
| The Squeaky Wheel | 5473 Tag 3828 Nacht   | Al'fa-45 (Альфа-45)                          | 2000                 | Monolith, Uzor, Dlya                   | Rostow am Don       | [ 6 ] [ 7 ]   |
| The Goose         | 4310 Tag 3243 Nacht   | Okhvat-98 (Охват-98)                         | 2017                 | Vozdukh                                | Smolensk            | [ 8 ]         |
| The Air Horn      | 4930                  | Neva-100 (Нева-100)                          | 2017                 | Vozdukh                                | Smolensk            | [ 9 ]         |
| The Alarm         | 4770                  | Kroket-21 (Крокет-21)                        | 2019                 | bisher keine bestä- tigten Nachrichten | Smolensk            | [ 10 ]        |
| Katok-65          | 4224 Tag 3218,5 Nacht | Katok-65 (Каток-65)                          | 2011                 | Monolith                               | Russland            | [ 11 ] [ 12 ] |
| Vega              | 5372                  | N'ZhJ (НЬЖЙ)                                 | 2019                 | Monolith, Uzor                         | Russland            | [ 13 ]        |
| Baron-78          | 4940 Tag 3850 Nacht   | Tros-28 (Трос-28)                            | 2015                 | Baklan                                 | Wolgograd           | [ 14 ]        |

Alle Sender senden im Übertragungsmodus USB (Upper side band).

## Nachrichtenformate
Nachrichten werden, im Gegensatz zu solchen bei Zahlensendern, immer in Echtzeit gesprochen. Dabei wird das Russische Phonetische Alphabet verwendet. Nachrichten werden, je nach Bedarf, bis zu 4 mal wiederholt.
Folgende Nachrichtenformate sind im Monolith-Netzwerk üblich:

### Monolith
Eine Nachricht im Monolith-Format besteht immer aus folgenden Bestandteilen:
- Empfangende(s) Rufzeichen, jeweils zweimal wiederholt
- ID-Gruppe(n), meistens 5-, selten 4-stellig
- Nachrichtentext, bestehend aus Nachrichtenblöcken. Jeder Block beinhaltet ein Codewort und 8 Ziffern

Beispiel einer Monolith-Nachricht mit einem Rufzeichen, einer ID-Gruppe und einem Nachrichtenblock (häufigster Typ):
ANVF ANVF 30 127 KORZhOPAZ 58 58 48 42
Monolith-Nachrichten können jedoch auch mehrere Rufzeichen, ID-Gruppen und/oder Nachrichtenblöcke enthalten:
87OI 87OI A1JZh A1JZh 217O 217O DOTsU DOTsU MSZh7 MSZh7 02 189 44 871 71 132 13 155 27 420 VYMOKAN'Ye 18 97 35 87
87OI 87OI 25 184 GOLOVChATYJ 31 10 33 40 VYeKShA 31 10 33 40

### Baklan
Baklan-Nachrichten werden nur von der Station Baron-78 gesendet. Diese Nachrichten bestehen aus folgenden Bestandteilen:
- Empfangendes Rufzeichen (2×) und sendendes Rufzeichen (1×), immer zweimal wiederholt
- Indikator des Nachrichtentyps („Baklan“)
- ID-Gruppen und Nachrichtentext (identisch zu Monolith)
- Lokale Zeit des Senders

Beispiel einer Baklan-Nachricht vom 12. Februar 2020:
```
Tros-28 Tros-28, Ya Baron-78 Tros-28 Tros-28, Ya Baron-78. Baklan: 34 338 MYeROChKA 95 16 66 44 vremya 17:50
Трос-28 Трос-28, Я Барон-78 Трос-28 Трос-28, Я Барон-78. Баклан: 34 338 МЕРОЧКА 95 16 66 44 время 17:50
[
18
]
```

### Vozdukh
Vozdukh-Nachrichten benutzen das gleiche Format wie Monolith-Nachrichten. Der einzige Unterschied ist, dass vor der Nachricht der Indikator „Vozdukh“" (Воздух (russ.) = „Luft“) hinzugefügt wird.
Meistens wird vor einer Vozdukh-Nachricht zum Test von 1 bis 10 gezählt und/oder ein Testton wiedergegeben.
Beispiel einer Vozdukh-Nachricht des Senders Goose vom 21. Februar 2020:
```
[1 2 3 4 5 6 7 8 9 10] Vozdukh: Okhvat-98 Okhvat-98 71 729 UKAZARA 10 83 97 67
[
19
]
```

### Dlya
Dlya-Nachrichten sind Testrufe, die an eine Gruppe Rufzeichen gerichtet sind.
Die Rufzeichen bestehen bei Dlya-Nachrichten immer aus einem Wort und einer zweistelligen Zahl, oder aus einer vierstelligen Kombination aus Buchstaben und Zahlen
Am Ende einer Dlya-Nachricht wird immer „как слышно, как слышно?“ (Zu Deutsch: wie hörst du, wie hörst du?) gefragt.
Beispiel einer Dlya-Nachricht des Senders Squeaky Wheel vom 13. März 2020:
```
для: Яхта-94 Заслонка-27 Фирна-85 Ступа-32 Джигит-46 Ружье-26 Невка-26 Курган-40, как слышно, как слышно? Приём
Dlya: Yahta-94 Zaslonka-27 Firna-85 Stupa-32 Dzhigit-46 Ruzh'e-26 Nevka-26 Kurgan-40, kak slyshno, kak slyshno? Priyom.
[
20
]
```

Beispiel einer Dlya-Nachricht des Senders Pip vom 21. Mai 2020:
```
Dlya: ShchT3O TsIKhS Z7PM S7ZhG Z'1B TsI9V ZhSK4 KhZ5T 5FSShch 8MUO, kak slyshno, kak slyshno? Priyom.
Для: ЩТ3О ЦИХС З7ПМ С7ЖГ ЗЬ1Б ЦИ9В ЖСК4 ХЗ5Т 5ФСЩ 8МУО, как слышно, как слышно? Приём.
[
21
]
```

### Uzor
Uzor-Nachrichten bestehen aus folgenden Bestandteilen:
- Empfangendes Rufzeichen, immer zwei Mal wiederholt
- Nachrichtentext, bestehend aus Nachrichtenblöcken. Jeder Nachrichtenblock beinhaltet ein Codewort und 3 oder 4 Ziffern

Beispiel einer Uzor-Nachricht des Buzzers vom 26. Januar 2015:
```
MDZhB MDZhB TsYeNTIM 61 51
[
22
]
```

Beispiel einer Uzor-Nachricht des Senders Pip vom 20. November 2020:
```
8S1Shch 8S1Shch ChYeSTNOST' 251 SBYTOSYeV 212 YaLOKhOR 209
[
23
]
```

### Komanda
Bei Komanda-Nachrichten handelt es sich um Kommandos. Eine Nachricht dieser Art besteht immer aus den Wörtern „ОБЬЯВЛЕНА КОМАНДА“ (OB'YaVLYeNA KOMANDA) und einer folgenden Zahl.
Beispiel einer Komanda-Übertragung des Buzzers vom 25. Januar 2013:
```
MDZhB MDZhB OB'YaVLYeNA KOMANDA (ОБЬЯВЛЕНА КОМАНДА) 135
[
24
]
```

## Sendeplan

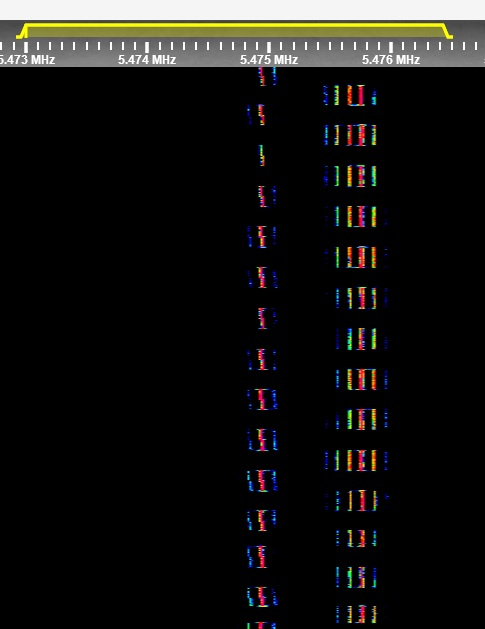
Darstellung des "Squeaky Wheel"-Markers mittels eines Spektralanalysators.

Die meisten Stationen im Monolith-Netzwerk benutzen einen Channel-Marker. Dieser wird meist durch analoge Geräte generiert und sorgt dafür, dass die Frequenz dauerhaft als belegt gekennzeichnet wird.
Im Gegensatz zu Zahlensendern haben die Militärsender im Monolith-Netzwerk keinen festen Übertragungsplan. Dementsprechend ist es schwieriger, Nachrichten dieser Sender gezielt aufzunehmen.

## Zweck und Funktion
Der genaue Zweck des Netzwerkes wurde bisher nicht von den russischen Streitkräften bestätigt. Jedoch kann man aufgrund der Standorte, Übertragungstechniken und den Nachrichtenformaten stark davon ausgehen, dass es sich bei dem Monolith-Netzwerk um ein militärisches Kommunikationsnetzwerk handelt, das dem Austausch von Befehlen und Anweisungen zwischen bestimmten Militärstationen dient.

## Zusammenarbeit zwischen Stationen
Laut dem Projekt priyom.org arbeiten verschiedene Stationen innerhalb des Netzwerkes miteinander zusammen. Besonders stark wird dieses Phänomen bei den Stationen im südlichen Militärdistrikt Russlands (Pip, Squeaky Wheel, Vega, Baron-78) bemerkt, so ist bei Übertragungen von The Squeaky Wheel, Baron-78 und Vega häufig der Channel Marker des Senders Pip im Hintergrund deutlich zu hören. Zudem werden von der Station Pip zuvor gesendete Nachrichten des Typs Monolith und Uzor häufig von diesen Stationen wiederholt.